# 蝴蝶酥
蝴蝶酥（法語：Palmier）是一款流行于德国、西班牙、法国、意大利、葡萄牙和犹太人之间的西式甜點。普遍认为法国在20世纪早期发明了这款甜点，也有观点认为首次烘焙是在奥地利的维也纳。一般认为，蝴蝶酥的发展是基于对果仁蜜餅等类似的中东甜点烘烤方法的一次改变。因其外形，在西方又有「棕榈树叶」、「象耳朵」、「眼镜」等形象的说法。在德国，这一甜点又被称作「Schweineohren」，意为猪耳朵；因其外形似蝴蝶，在汉语中则被称作蝴蝶酥。

## 做法与享用
蝴蝶酥有很多種類，其中比較常見的為做的比較小的千層酥皮甜點，蝴蝶酥外觀為淡黃或焦黃有很多層皺摺，有一些外表上有白砂糖，一般制作过程为把千层酥皮擀薄，切成长方形状，刷上蛋液，撒糖和其他配料，随后两边分别向中间折叠，最中间留个空， 两面叠起并切成小条，最後經由烘箱做出來。。蝴蝶酥常被用作早餐食用，在法國可作为正餐吃完後的甜點，脆口香甜奶油味濃厚也很適合下午茶，一般搭配茶或咖啡享用。
在西方国家中，蝴蝶酥可以做出许多不同的开胃菜品种，用料包括有各种奶酪、草药和香料，以及大蒜、西红柿乾、香蒜。也可用于其他不同配料的组合。这类蝴蝶酥通常作为开胃菜或配菜，而不是甜点食用。

## 流行于中国
蝴蝶酥在中國的西式面包房中十分常見，上海是最早接觸西式蝴蝶酥并成功将其本土化的中国城市，现已成為上海的經典海派小點心，其中以國際飯店西餅屋和有百年歷史的老西餐店德大食品最有名气，國際飯店西餅屋的蝴蝶酥以酥脆和奶味重而广受欢迎，其蝴蝶酥的年销量超过了一千万元人民币。
蝴蝶酥也是老北京历史悠久的傳統風味小食，融入了中國文化後非常適合過年時的消遣。其口感松脆香酥，香甜可口，具有浓郁的桂花香味。在中国的其他地方，如成都、天津、哈尔滨、南京、杭州、昆山、合肥等地都有结合当地特色的蝴蝶酥，在一些明显带有传统中国特色的食店中也会有所售卖，可以说蝴蝶酥是在中国本土化非常成功的一款西点。

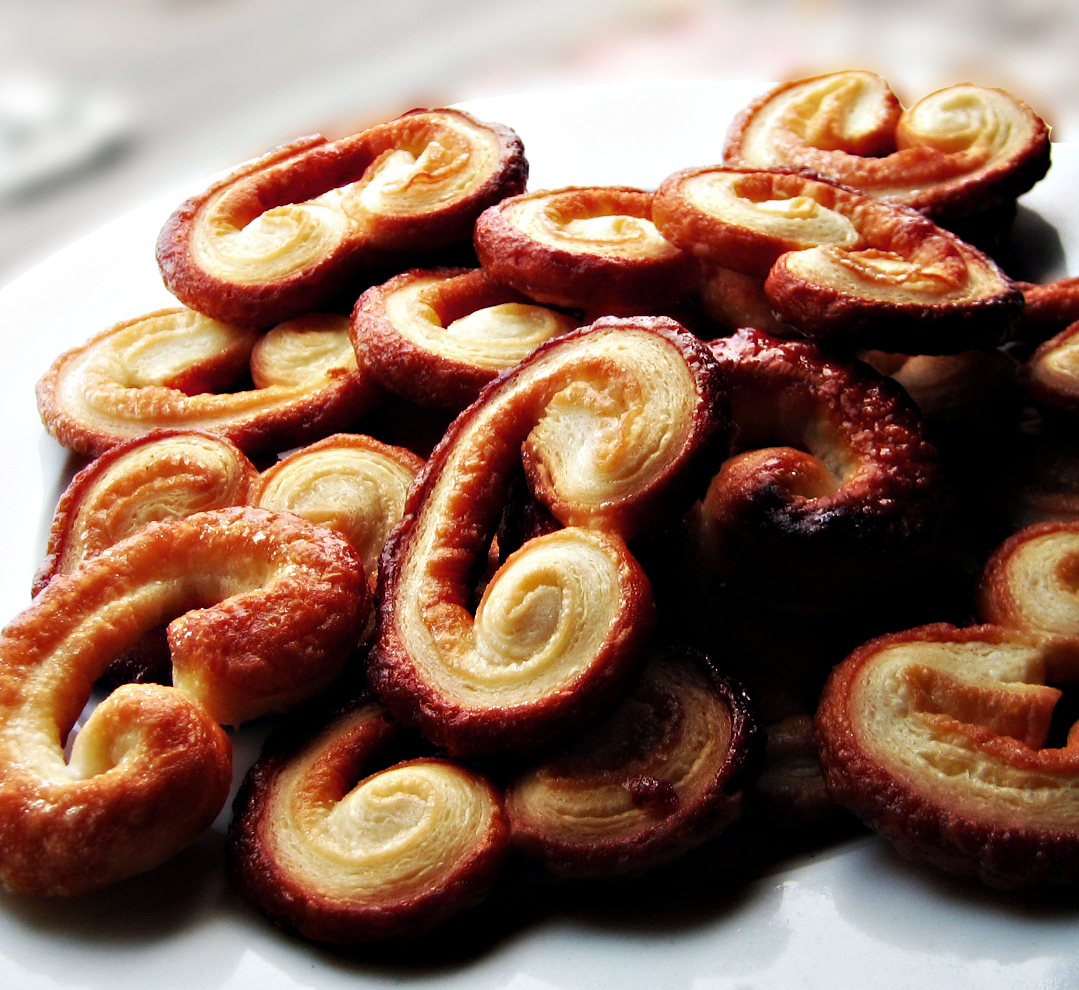
按法国西点大师雅克·托雷斯所著《Dessert Circus》一书配方烘焙而成的蝴蝶酥

## 健康问题
由于蝴蝶酥属于高糖、高热量的起酥类甜点，多食宜引发肥胖、高脂血症、心血管疾病。

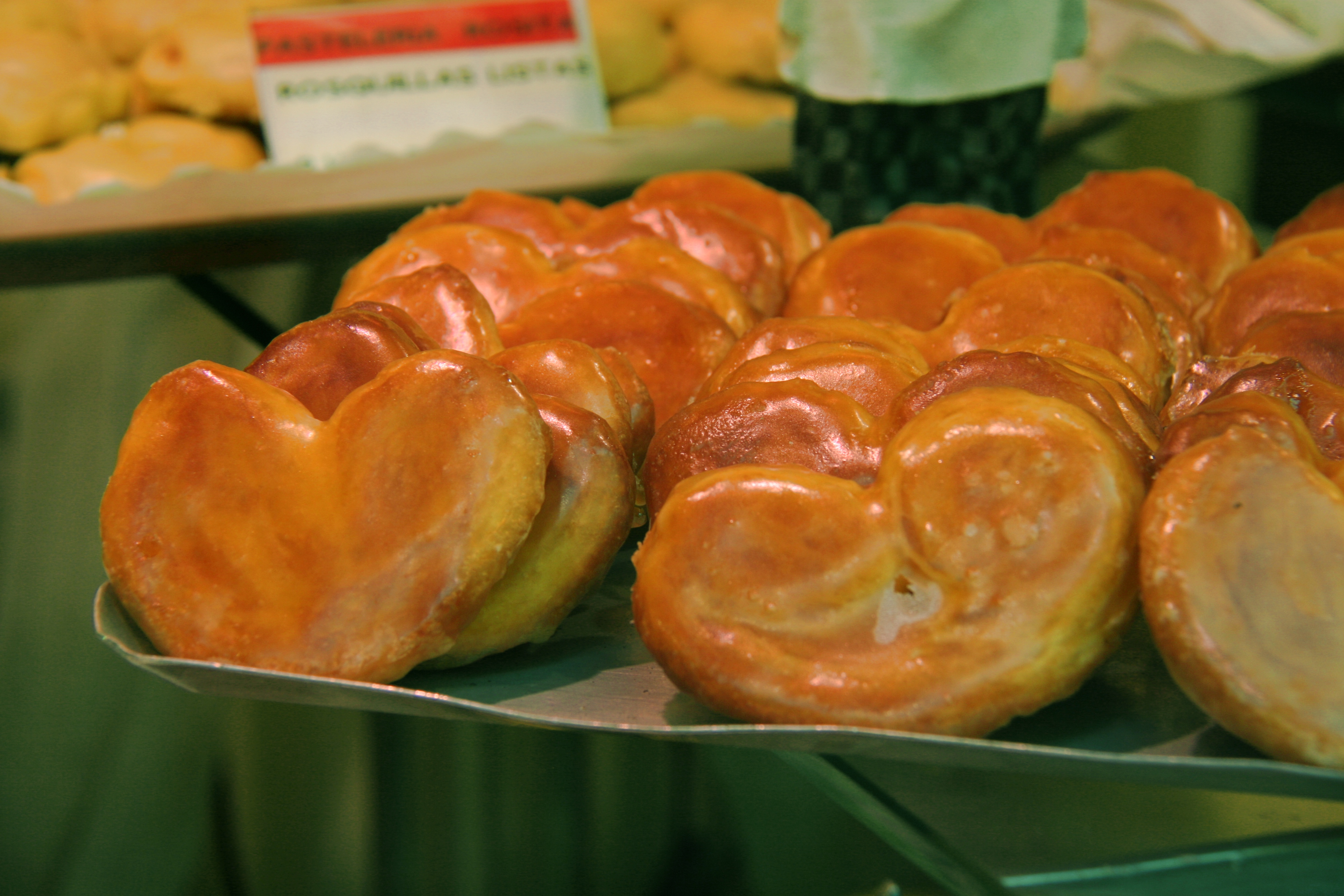
西班牙马德里售卖中的一款蝴蝶酥
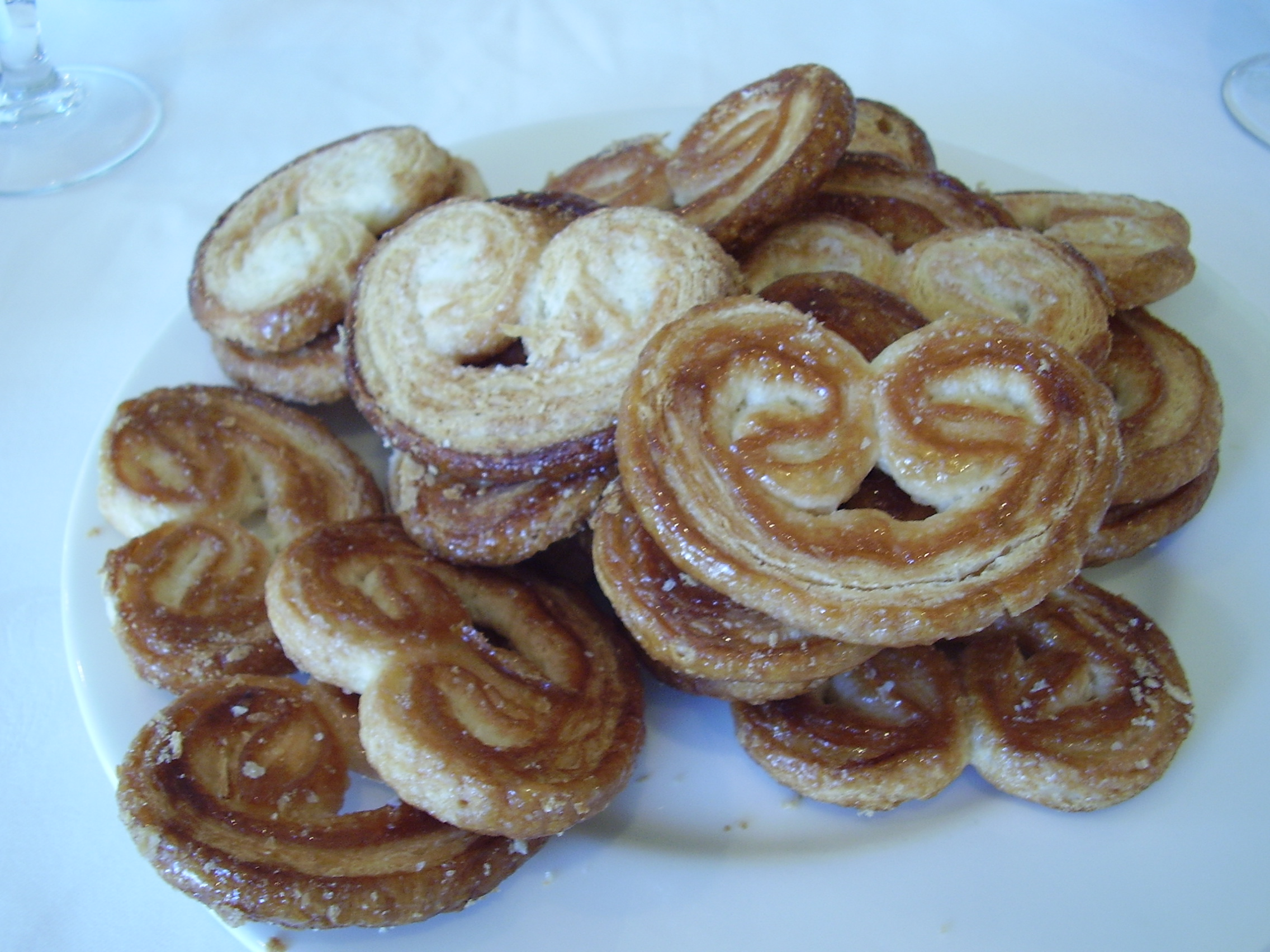
西班牙马略卡地区烘培出的蝴蝶酥
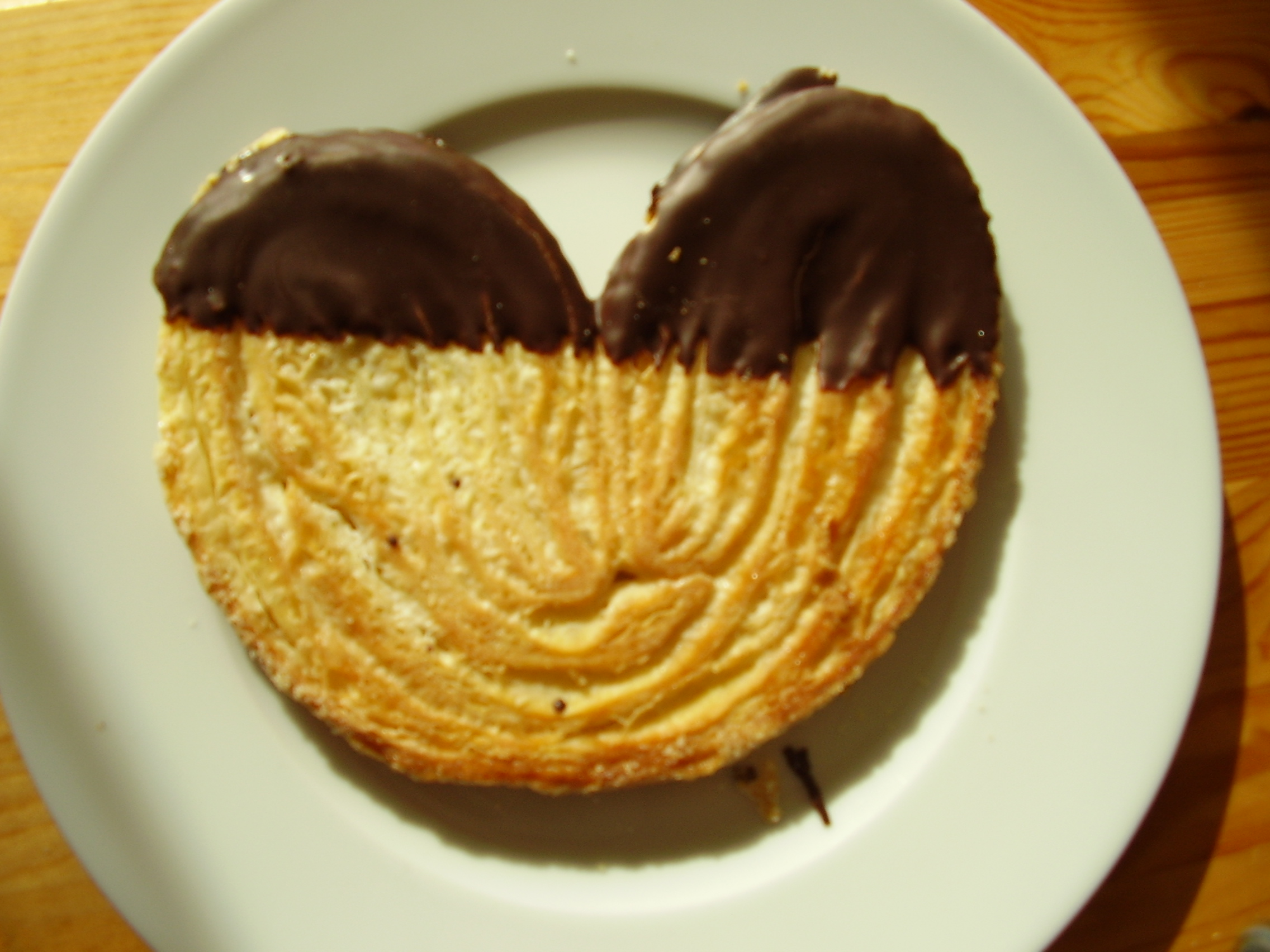
涂有巧克力的蝴蝶酥
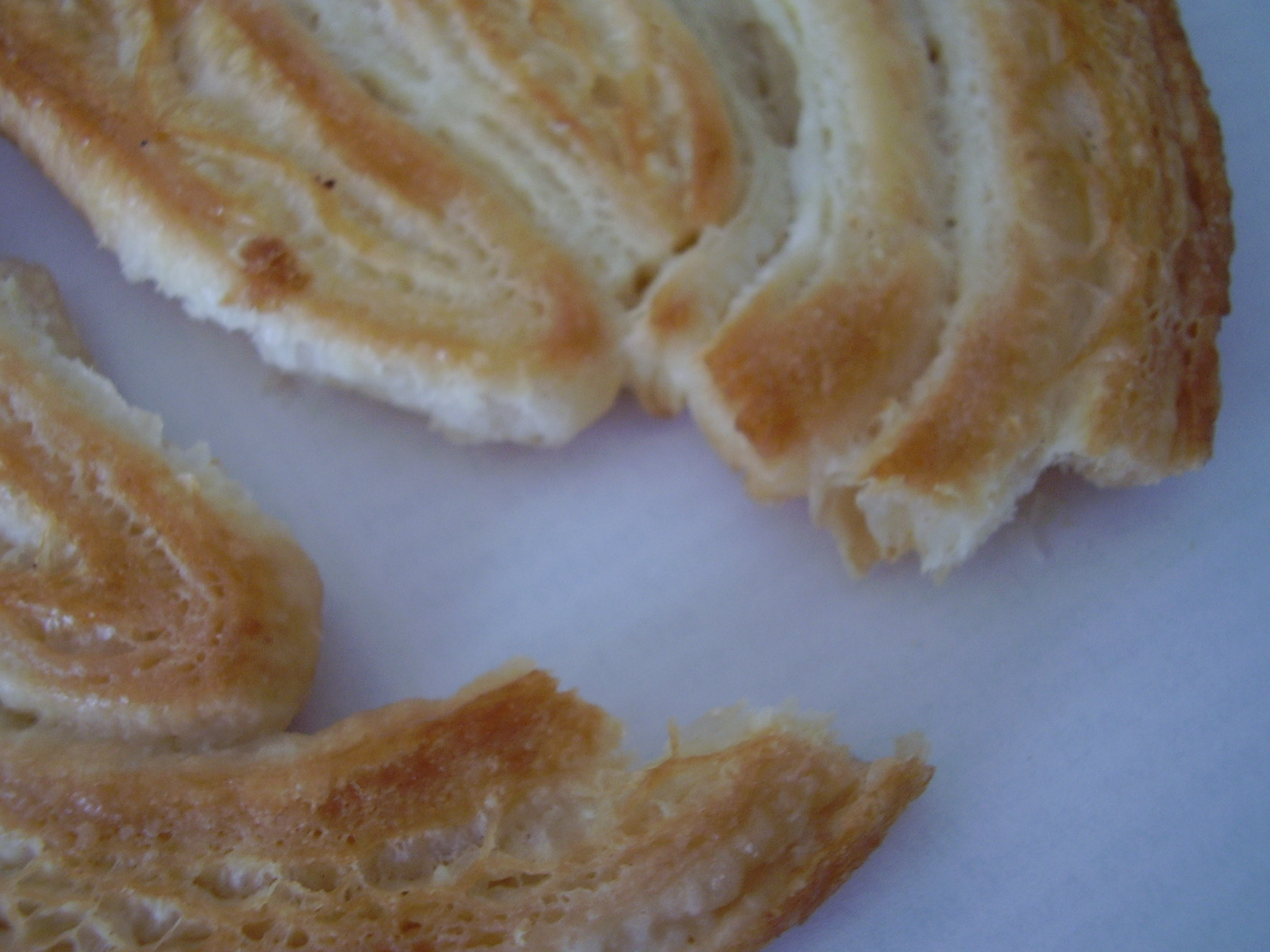
一块扯开后的蝴蝶酥
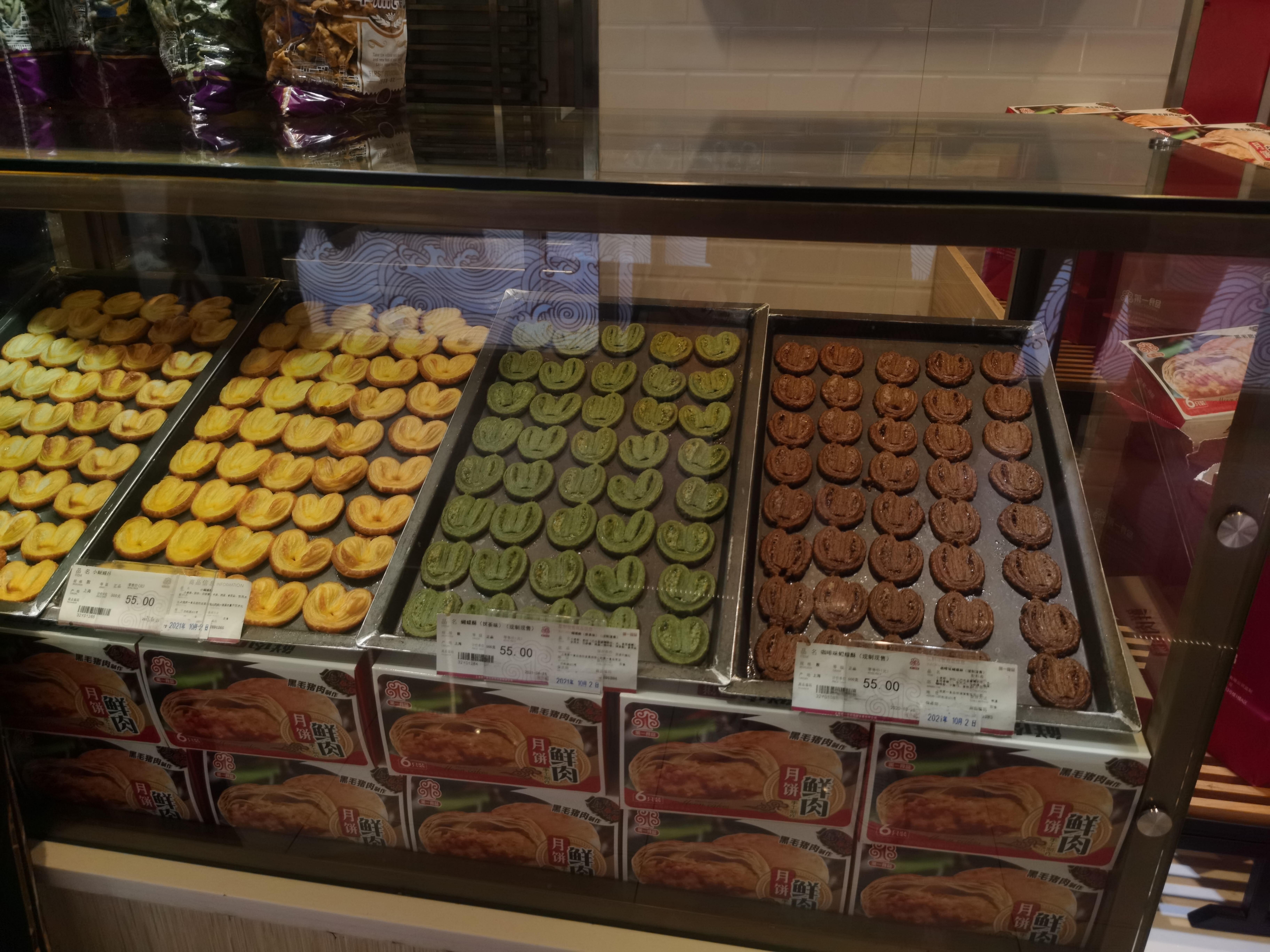
中国上海超市所售的蝴蝶酥

## 注腳
1. ↑  . 薄荷网.   [2011-10-01]. （原始内容存档于2010-12-06）.
2. ↑  . wisegeek.com. 2011-09-23  [2011-10-02]. （原始内容存档于2020-09-23）.
3. ↑  . southendfoodies. 2009-03  [2011-10-01]. （原始内容存档于2017-09-13）.
4. ↑  . 好的蛋糕网. 2008-11-20  [2011-10-01].[永久]
5. ↑  . CCTV-2「第一时间」栏目. 2011-03-09  [2011-10-01]. （原始内容存档于2019-08-22）.
6. ↑  . 玉溪日报. 2006-11-06  [2011-10-01].[永久]
7. ↑  . 新民晚报 作者:公输于兰. 2011-07-07  [2011-10-01]. （原始内容存档于2011-07-11）.